# Eichberg (Mohlsdorf-Teichwolframsdorf)

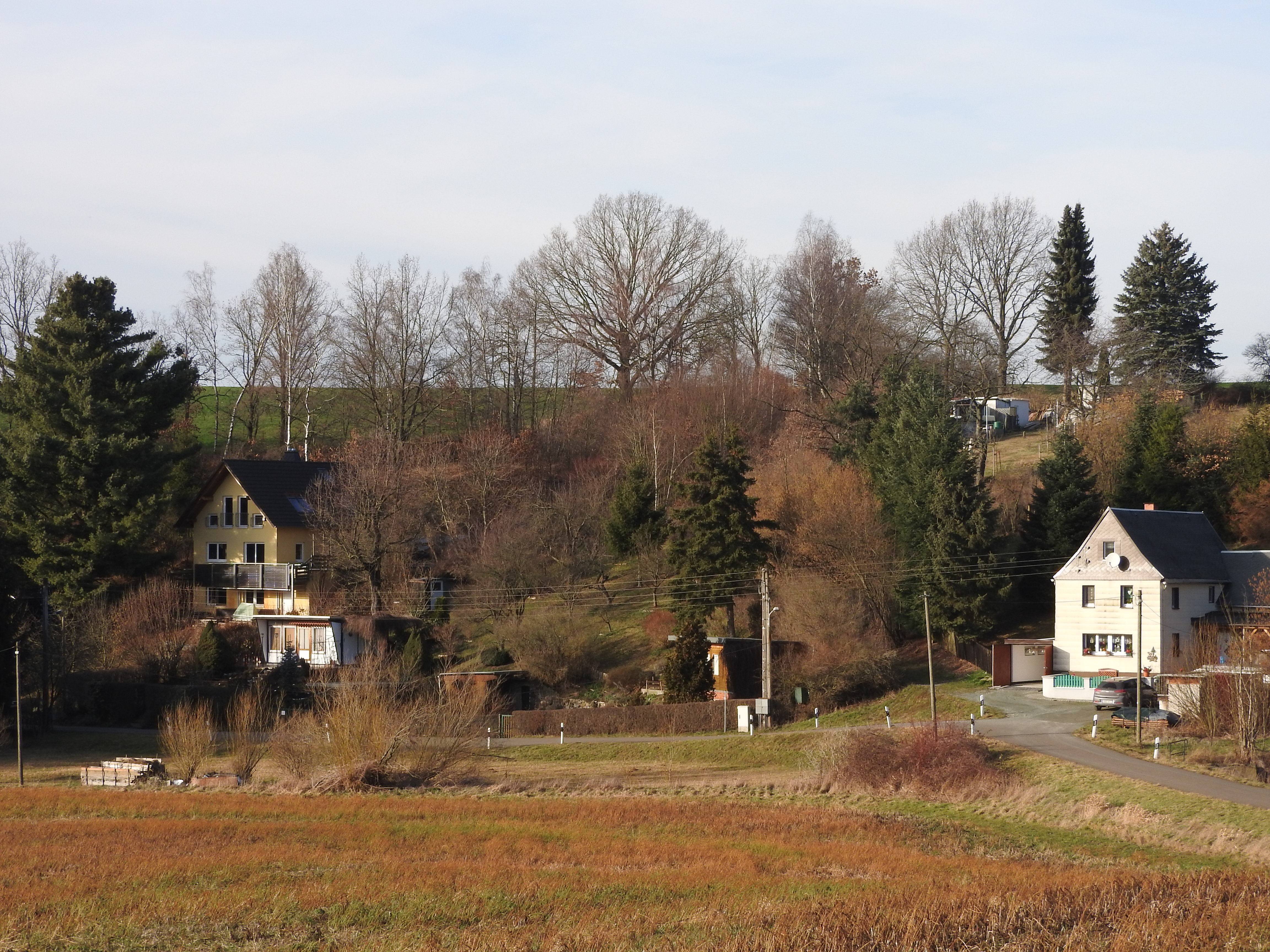
Blick auf den Ort

Eichberg ist eine weilerartige Ansiedlung der Landgemeinde Mohlsdorf-Teichwolframsdorf im Landkreis Greiz in Thüringen.

## Lage
Eichberg liegt abseits der Verkehrswege und ist über eine Ortsverbindungsstraße nach Reudnitz an die Landesstraße 1086 angeschlossen. Die einzelnen Häuser sind locker in der Landschaft verstreut aufgebaut worden. Nördlich sind die Wälder um Greiz und Werdau vorgelagert.

## Geschichte
1616 wurde die Ansiedlung erstmals urkundlich erwähnt.